# Buccinum leucostoma
Buccinum leucostoma is een slakkensoort uit de familie van de Buccinidae. De wetenschappelijke naam van de soort is voor het eerst geldig gepubliceerd in 1872 door Lischke.